# Clase Alamosa
La clase Alamosa fue una clase de cargueros de cabotaje de bajo coste, clasificados por la Comisión Marítima de los Estados Unidos con el código C1-M-AV1 fabricados entre los años 1944 y 1945 por diferentes astilleros estadounidenses.

## Historia y descripción
En 1941 la Comisión Marítima estadounidense, dentro del marco del programa de construcción naval impulsado por el presidente Franklin D. Roosevelt bajo la Ley de Préstamo y Arriendo, comisionó varias decenas de astilleros en los Estados Unidos para construir buques mercantes a través de diferentes programas. En 1944 el Comité de Transporte Militar solicitó un programa de construcción de barcos de carga de cabotaje para suplir las necesidades de abastecimiento en el Pacífico sur. Esta solicitud condujo a la producción de la clase Alamosa, cuyo código de serie era el sufijo AK-(numeral).
La subclase Alamosa fue una derivación del diseño tipo C1 (la Comisión Marítima designaba C1 a los tipo de buques de carga estándar básicos) clasificado con el código C1-M-AV1 que asimilaba a un tipo de buques menores a los C1, más económicos y pequeños destinados al transporte de cabotaje (indicado con el sufijo AV) y con capacidad frigorífica.
Eran buques impulsados con un motor diésel Nordberg de 1700 CV, con una sola hélice, con casco de acero completamente soldado y cuyo diseño contemplaba 3 cubiertas; donde el puente, los alojamientos y su motorización ocupaban la parte centro popel del buque. Su velocidad era de 12 nudos.
En tiempos de guerra estuvieron armados con 6 ametralladoras Oerlikon de 20 mm, y un cañón antiaéreo de 75 mm. 
Los clase Alamosa solo realizaron labores de cabotaje y no fueron considerados adecuados como buques auxiliares por la Armada de los Estados Unidos.
De diseño sumamente simple y robusto, los buques de esta clase estaban equipados con 1 pluma de 20 t; 10 plumas de 5 t; 2 plumas de 1,5 t, tres bodegas a proa y una menor a popa con una capacidad general de 7648 m³ y una capacidad frigorífica de 278,3 m³. Contaban con dos botes salvavidas que se accionaban con pescantes accionados por guinches eléctricos.
Todo el equipamiento interno, muebles, camastros, puertas, lockers y camarotes e incluso el revestimiento de cuartos  etc. fueron confeccionados en hierro esmaltado evitándose totalmente los materiales comburentes. 
Se fabricaron 65 unidades y ninguna de estas se perdió en la guerra. Terminada la guerra, muchos de estos buques fueron desarmados y vendidos como buques de cabotaje a las Armadas y navieras de países sudamericanos aliados de EE. UU. tales como Argentina, Perú y Chile, y llegaron a permanecer en servicio hasta bien entrados en la década de los años 70.